# تارزان (فیلم ۲۰۱۳)
تارزان (به انگلیسی: Tarzan) (که همچنین نسخه سه‌بعدی آن به بازار عرضه شد) یک پویانمایی خانوادگی به کارگرادنی (تهیه‌کننده آلمانی) رینهارد کلوس می‌باشد؛ و در ۲۰ فوریه ۲۰۱۴ در آلمان در کیفیت سه‌بعدی منتشر شد. فیلم ستارگانی چون کلان لوتز، اسپنسر لاک، آنتون زترهولم و جیمی ری نیومن دارد. فیلمنامه توسط رینهارد کلوس، جسیکا پوستیگو و یونی برنر نوشته شد. فیلم بر پایهٔ تارازان کلاسیک اثر ادگار رایس باروز است که یکی از اثرهای اقتباسی شده (بین این همه فیلم) از تارزان است.

## خلاصهٔ داستان
تارزان و جین پورتر باید با یک ارتش فرستاده شده توسط مدیرعامل شرکت گریستوک انرژی (Greystoke Energies) روبرو شوند؛ مردی که مدت زیادی پس از والدین تارزان در یک سانحهٔ هوایی می‌میرد.

## تولید
ضبط فیلم در استودیوی Bavaria Film در مونیخ انجام می‌شود. پروسه ساخت انیمیشن در دو استودیو در حال انجام است، یکی در بایرن و دیگری در هانوور.